# Daiji Yamada
Daiji Yamada (山田大治, Yamada Daiji), né le 8 juin 1981, à Osaka, au Japon, est un joueur japonais de basket-ball. Il évolue au poste d'ailier fort.